# Gregóridas
Los Gregóridas forman una noble familia armenia descendiente de san Gregorio I el Iluminador (c. 257-330), de origen  arsácida (Suren-Pahlav). Sus miembros ejercieron como patriarcas de Armenia desde la primera época del siglo IV hasta la muerte del más oscuro miembro de la familia, san Isaac o san Sahak, primer Souren Pahlav, hacia el 439. Su origen fue el noble de Partia Anak Suren Pahlav, de la propia dinastía arsácida, de la casa de Suren, uno de los conjuntos nobles de Partia .
Al establecer el cristianismo los dominios religiosos paganos del reino fueron concedidos a la familia de los Gregóridas: el templo-estado de Vahagn a Ashtishat, al Taron occidental (hasta entonces los Vahevuní, que eran grandes sacerdotes hereditarios), el templo-estado de Anaitis a Erez, el Acilisene, el principado de Bagrauandene (Bagravand) y otros dominios menores, que formaron un principado.
A la muerte de Sahak su hija Sahakanoysh Souren Pahlav, aportó los dominios gregarios a su hijo Vardan II Mamiconio, nacido de la unión con el marit  Hamazasp I Mamiconio. (+432). Estos dominios consisten principalmente en la ciudad de Taron, centrada en la ciudad de Ashtishat, el Bagravand o Bagrauandene y el Ekeleac o Acilisene. El patriarcado dejó de ser un cargo hereditario.

## Genealogía
- Anak Flotan-Pahlav († verso 252) ∞ Okohe
  - San Gregorio el Iluminador , Catholicos de Armenia (314-327), Santo († verso 330), Príncipe de varios dominios: Acilisene (Hachdeanq / Ekeleac) Taron-Ashtishat o Taron occidental y Bagravandene o Bagrevand ∞ Mariam, hija de un David
    - San Aristeses I., Catholicos de Armenia, Príncipe de los dominios gregòrides (320-327), santo
    - San Vartan I, Catholicos de Armenia (327-342), príncipe de los dominios gregòrides, santo
      - San Grigoris (verso 302 † 343) Catholicos de Albania (Aghuània / Aghuanq) e Iberia (del Cáucaso) (verso 327-343) Santo, casado, los hijos murieron jóvenes
      - Husik I (Hesychus), Catholicos de Armenia (342-348), Príncipe de dominios indias Gregori, ∞ una princesa de Armenia de la dinastía arsàcida, hija de Tiridates III el Grande "o" el Santo ", el primer rey cristiano de la Armenia Mayor, y de Ashkar, una princesa de los ositos
        - Pap, diácono, general, príncipe de los dominios gregòrides, † 348/53 ∞ Varazdukt, princesa de Armenia, hija de Khosraw III el Petit, rey de la Armenia Mayor (330-339) y casado en segundas nupcias con una mujer noble del Taron
          - Vrik, príncipe de la casa de los Gregòrides (la madre era la princesa del Taron)

        - Atanakines (. * C 315 348/353 †), Diácono, general, Príncipe de los dominios gregòrides ∞ Bambi, princesa de Armenia de la Casa de los arsàcida (nacida hacia 315), hija de Khosraw III el Petit ", rey del Armenia Mayor (330-339)
          - San Nersès I el Grande, Catholicos de Armenia (353-373), príncipe de los dominios gregòrides ∞ Sandukt Mamikonian, hija de Vardan Y Mamikonian, príncipe de la casa de los Mamikònides hacia 350-365
            - St. Isaac o San Sahak el Grande (Sahak Parthev), Catholicos de Armenia (387-428), Príncipe de los dominios gregòrides ∞ esposa desconocida
              - Sahakanoysch (nacida hacia 385), princesa de la casa de los Gregòrides y heredera de los dominios ∞ Hamazasp Ier Mamikonian, "sparapet" (comandante en jefe) de las fuerzas armadas de Armenia) 418-432 (nacido 387).